# 对慰安妇制度的争议
由於有些慰安妇招募方式相當於詐騙或者逼良為娼：一開始經常以一般工作的名義掩飾，如招聘護士、工廠女工、軍中女清潔隊員，直到該等女性簽約赴工，才知道自己已經成為軍妓。日本兵敗太平洋戰爭後，中國大陸、臺灣、朝鮮半島的慰安婦向繼任的新日本政府展開了漫長的司法訴訟，並要求道歉，糾紛甚起，紛紛成為各政府的政治角力場。日本數十家教材出版社和辭書對慰安婦的本質並無一致的定義，韓國學校教材多強調慰安婦的性質為「性奴」，臺灣的歷史教材中此事也引致爭議。

## 各國政府反應
中華民國（臺灣）
- 中華民國立法院2008年11月11日院會通過決議，要求日本政府對慰安婦道歉和賠償。[1]
- 2015年6月3日，時任總統马英九宣布，为纪念抗战胜利70周年，将于2015年10月25日在台湾成立第一座慰安妇纪念馆[2]。

- 韓國國會2012年9月3日通過議案，要求日本道歉。[3][4]時任韓國總統朴槿惠2013年10月表示，韓國人民對日本拒絕道歉表示不滿。[5][6]
- 2015年12月28日，就慰安妇问题当成共识，日本首相安倍晋三重新表达道歉与反省之意，并挹注10亿日圆作为支援前慰安妇的基金，双方表示不再重提此争议。[7]但日本共同社2015年12月30日援引政府消息人士的话说，若日本驻韩国大使馆前象征受害“慰安妇”的少女塑像不被搬离，日本政府将不会向韩国支付此前约定的10亿日元补偿。[8]

 中华人民共和国
- 中华人民共和国政府多次對日本政府就“慰安妇”问题的態度作出批評。
  - 2014年2月28日外交部发言人秦刚在記者會上稱「强征慰安妇是日本军国主义的严重反人道罪行」。[9]
  - 2014年3月13日，在联合国总部举行的第58届妇女地位委员会会议上，常驻联合国副代表王民谴责了日本军队在二战期间强征“慰安妇”的罪行。[10]
  - 2015年10月3日－6日，联合国教科文组织世界记忆计划国际咨询委员会在阿布扎比召开会议，对中国申报世界记忆遗产的慰安妇相关资料进行审核[11]。

 菲律賓
- 菲律賓國會議員2007年提出議案，要求日本道歉。

 美国
- 美國眾議院2007年7月30日通過了121號議案（英语：United States House of Representatives House Resolution 121），譴責日本在二戰期間強征亞洲其他國家婦女充當日軍慰安婦。[12][13]美國參議院2014年1月16日（美東時間）表決通過包括慰安婦問題決議案的美國政府2014財政年度預算法案；該決議案譴責日本在二戰期間強徵亞洲各國婦女充當日軍性奴隸，要求日本就慰安婦問題負起歷史及政治責任、作出正式道歉；該決議案不具法律效力，卻是美國參眾兩院首次通過的涉及慰安婦問題的法案[14]。

 荷蘭
- 荷蘭議會下院2007年11月20日全票通過一項動議，要求日本就二戰期間強徵慰安婦一事道歉，並對倖存者進行賠償。[15]

 加拿大
- 加拿大國會下議院2007年11月29日全票通過決議案，要求日本為二次大戰期間強迫二十多萬亞洲婦女充當軍妓一事道歉。[16][17][18]

 欧盟
- 歐洲議會2007年12月13日在法國斯特拉斯堡討論並通過了一項決議案，要求日本政府正式就慰安婦問題道歉，並對受害者及其家屬給予經濟賠償。[18]

 日本
- 日本政界對於慰安婦這一歷史的取態一直惹起中國和韓國的外交部不滿。日本不少保守派在承認日軍對待慰安婦的錯誤的同時，以女性主義角度一併批判韓國軍人在越戰強姦越南婦女[19]並拋棄越戰混血兒，形容兩件史事對受害女性而言並無本質不同，諷刺韓國外交部至2015年一直沒有對該事發表過任何聲明，主張日韓兩國該同時向受害女性致歉。[20][21]

## 吉田证言
原日軍军人吉田清治1977年写了《朝鮮慰安婦和日本人》，1983年写了《我的戦争犯罪》，说是上级命令在朝鲜强拉慰安妇，第一次引发了大众对慰安妇的争论，之后又多次在法庭上如此证言和对外国媒体作出证言。許榮善和秦郁彦查出部份内容是编造之后，吉田承认了。济州岛出身的史学家金奉玉经过长期查证，证明吉田说的绑架事例是编造的；認為这本书“是一个浅薄的日本人的金钱欲作怪”。聯合國人權委員會1996年1月的慰安婦調查報告引用了吉田的書。1998年秦郁彦劝他发布声明说是一部小说，吉田虽然说“是我不好，不该被人权职业者利用的”，但是说他已八十五岁了，不能承受这种羞辱。2007年美國眾議院的慰安妇报告通过2006年的调查报告间接地把吉田的书当了来源。猪濑直树说“虽然只是一个骗子，但是能让日韩关系恶性循环化、让教科书改写、让联合国报告跟着受骗，（吉田）难道不是另一个麻原彰晃吗”。2014年8月5日，朝日新闻认定吉田的证词是错误的。撤回文章。

## 吉林省档案馆证据
2014年4月25日，吉林省档案馆公布了新发掘的证据，这些证据再次证实日本军国主义在第二次世界大战期间带有侵略和（或）占领目的的非法进入中国领土（第二次中日战争）、并带有官方性质的要求女性从事其不愿的性行为。
本次公布的证据，关于日本军国主义以侵略和（或）占领为目的之非法进入中国领土的武装部队（以下称日军）；其中，25件档案中记载了20余个地方建有专为日军使用的要求女性自愿或非自愿从事性行为的场所（慰安所），他们通过各种方式要求女性从事其不愿的性行为（女性性奴隶）。
其中名为《南京宪兵队辖区治安恢复状况的调查报告（通牒）》中详细地记载两处慰安所，分别是1938年2月1日至10日以及1938年2月11日至20日在南京及周边地区的日军建立的设施状况。
档案上所记载的，日军在第二次中日战争中为其有比例地配备女性性奴隶。仅仅以下关为例，1938年2月初下关驻扎1200人日军，而女性性奴隶的人数为6人，因此女性性奴隶与日军人数的比例为1:200；而后2月20日增加11名，比例变为1:71。
另外档案还提到，芜湖的女性性奴隶人数在短短十天内增加84人；其中约109名女性性奴隶之中，中国的女性性奴隶为25人、朝鲜的女性性奴隶为36人，以上就占芜湖地区以自愿或非自愿从事性行为的女性（这两类统称“慰安妇”）之总数的近{\displaystyle 50\%}。在丹阳，2月10日至20日期间，女性性奴隶中的一人就应满足日军士兵数达到267人；之后因女性性奴隶的人数不够，便要在当地招募“慰安妇”。
在档案中还发现关于日军以公共财政的方式采购“慰安妇”之资金使用方面的档案。其中在“满洲国中央银行资金部外资课关于‘慰安妇’采购资金电话记录”中可得知，在1944年11月到1945年3月总共4次用于采购“慰安妇”的资金为53.2万日元。而满洲中央银行称谓日本军国主义者对中國東北实施非法占据和非法拥有的工具，从满洲中央银行转账“慰安妇”购买资金，并持关东军第四课证明办理，是「日军实施慰安妇制度为当时日本的国家行为之重要证据」。

## 自願說
2000年，日本漫畫家小林善紀於小學館出版的漫畫《台灣論：新傲骨精神宣言》，引述奇美實業董事長許文龍和偉詮科技董事長蔡焜燦說辭，指慰安婦均為自願參加，根本不可能強迫前往，而且有穩定的收入，加上有嚴格的衛生管理，對她們再好不過；甚至還說，能成為慰安婦，對這些婦女而言反而是出人頭地。
2001年2月21日，小林善紀說，《台灣論》書中出現的人物包括李登輝、陳水扁、蔡焜燦、許文龍等的談話內容大多有錄音記錄，而且他大都是與小學館的編輯以及自己的秘書、助理同行，至少均留有筆記，因此內容均存真無誤；他一貫主張慰安婦是民間的商業行為，「從軍慰安婦」這個名稱「是有人在小說中用過的名詞，歷史上並不存在這種名詞」。
2001年2月23日，律師王清峰批評，小林善紀自稱調查了幾個慰安婦，就說「慰安婦不可能被逼迫」、「日本最重視人權」，但日本人自己都說日本是「人權落後國」；所謂的「慰安婦自願說」，日本右翼人士講這種話不稀奇，台灣人講這種話是可悲到了極點、可悲到無以復加的地步，「有誰家的女兒、姊妹可以忍受這種集體式的強暴？」
2001年2月23日，前白團日籍教官翻譯吳德其說，他了解的慰安婦及慰安所，是他在白團擔任日籍教官翻譯時從這些日籍教官嘴裡聽來的。吳德其說，白團後勤課程課餘之暇，後勤課程二位日籍教官岩坪博秀、大橋策郎曾親口告訴他，在中國戰區、南洋、韓國、菲律賓等地設慰安所，就是出自他們二人之手：慰安婦是以「隨軍看護婦」名義徵調佔領區裡的婦女擔任，受騙上當的各地婦女送到戰區後就淪為軍妓，專門供日本兵洩慾。吳德其說，他認識的一位慰安婦，被騙到南洋之後，立刻被迫動了結紮手術，以免她在服務日本兵時不慎懷孕；她從此不能生育，孤寂而終。吳德其說，在白團服務期間，他就被告知，湖口台地的營房後及桃園農校旁在當年都設有慰安所，現今已裁撤的軍中樂園也是岩坪博秀與大橋策郎當年提的建議。吳德其說，小林善紀用《台灣論》「睜著眼睛說瞎話」否認這段歷史，沒想到台灣會有人昧著良心說出這種諂媚日本人的話，「我在白團跟日本人共事十七年半，連日本人都親口承認有慰安所、慰安婦這種事情，為什麼國內會有人說出如此悖離史實及如此媚日的話？」
2001年2月24日，小林善紀說，《台灣論》書中所寫婦女成為慰安婦是「出人頭地」的事並非許文龍所說、而是日本一般的常識，因為慰安婦中有六成是日本人，並非全是被抓去的，這是貧窮時代環境下的悲劇，值得同情；對於《台灣論》有些部分遭政治利用，給許文龍、蔡焜燦等人帶來困擾，他十分抱歉及遺憾，希望台灣讀者能更全面看此書、不要任憑斷章取義；對於各國均有的慰安婦運動，他認為這是一種反日運動，「日本國內有一些左翼人士發起，然後到亞洲各地展開此一運動」，「中國大陸、南韓原本即相當反日，其他地區則有基本經濟的動機參與的：像印尼，經媒體宣傳，結果一下子出現數萬人表示自己曾被抓去當慰安婦，其人數還比軍隊的人數多，可見已經與事實乖離」；一提起慰安婦問題，便很可能出現「停止思考」的現象，萬事皆為之停擺，所以台灣最好不要拿慰安婦問題等來反日。
2001年2月24日，文史工作者徐宗懋說：「懷念軍國主義的右翼，在日本社會中當然有其土壤，可是在國際社會中卻是聲名狼藉，幾乎像過街老鼠一樣人人喊打：聯合國人權委員會針對慰安婦問題每年都通過決議，譴責日本政府違反人權；右翼可說年年都要被聯合國人權委員會罵一次，其形象之差可想而知。至於許文龍和蔡焜燦，儘管因為世代背景對戰前日本有濃厚的感情，但根據紀錄，他們過去始終是很投機的，本能上會對政治強者講好話；他們的『不回應』顯示出他們根本沒有『日本精神』的，因為真正的日本人在這種情況是一定會站出來回應的。對日本人來說，躲避是丟人現眼的事情，也不符合其擺出來的大男人的姿態。因此，根本原因在於：許蔡兩人搞不清楚狀況，對國際現狀太陌生，才會不知所以然地站到年年被聯合國罵的那一邊去。」
2001年2月25日，中華民國副總統呂秀蓮說，就事實而言，過去她所認知的慰安婦絕對不是出於自願，因為這些慰安婦到現在都還滿懷愁恨；雖然在調查中也了解並不是每一個慰安婦都是強制去的，但慰安婦絕對是歷史的錯誤與不幸，台灣民眾對慰安婦要繼續給予關心，不能因為《台灣論》爭議事件而有影響，立場一定要前後一致；慰安婦議題並不是許文龍的專長，許文龍也不是在接受正式訪問時作此答覆，他應該是一時失言；如果發現許文龍的認知有問題，就應就這個部分作單純化處理，而不是任由事件繼續擴大。同日，許文龍說，慰安婦的形成有特殊社會背景，「全然是貧窮時代環境下的悲劇，已經是六十年前的事，和現在時代不能相提並論」；他要強調的是，「慰安婦固然不幸、值得同情，但沒有大舉抓人、強迫情事，這是特殊社會背景下悲劇；反觀台灣軍中樂園，儘管目前已取消，但其從業女子大都被強迫的，主事者罔顧人道作法，值得非議」。 
2001年2月26日，中華人民共和國民主運動人士魏京生批評，《台灣論》中有關台籍慰安婦的描述是只有在中國抗日戰爭時期才會出現的「漢奸論調」，他不明白為何現在台灣還有這種論調，即使是歐美國家的極右派或納粹主義政黨也不會將戰爭罪惡合理化。同日，許文龍發表聲明，他既未表示慰安婦是為了「出人頭地」、也未使用「自願」字眼敘述慰安婦，小林善紀已在受訪時公開表達此事；關於他曾經提到慰安婦「不是被強迫的」一事，他是在指出當時日本政府並不是對慰安婦公開用捉的、而是經過一定程序辦理的，他並未否認有些人是在被勸誘或欺騙下才成為慰安婦的；慰安婦的發生是歷史的悲劇，與戰爭一樣都是不人道的，他對此深表遺憾也深感同情、並將致力提高女權，「受到有限經驗的限制，個人恐有以偏概全、不盡周延之處，但是對於當事人絕無污衊之意，希望各界能夠以理性的態度面對此事」。
2001年3月7日，中華民國駐日本代表羅福全說，慰安婦是由日本軍部於二次大戰期間在幕後主導，他不同意小林善紀在《台灣論》中所表述的看法；中華民國政府要求日本政府向台籍慰安婦正式道歉並給予補償，反對日本政府以成立亞洲婦女基金會來解決慰安婦問題。同日，中國國民黨立法委員林宏宗說，日本統治台灣五十年造成兩種人，一種是受害者、一種是受益者，羅福全與金美齡等人是受益者，可憐的慰安婦則是受害者；羅福全不敢譴責小林善紀，「當年搞台獨的骨氣到哪裡去了」，他質疑羅福全是否真的站在第一線捍衛台籍慰安婦。同日，羅福全回應，日本在野三黨曾於2000年10月30日分別提出「促進解決原慰安婦問題」法案，但在審議時間有限及意見分歧下，目前已成廢案；如何透過日本國會議員支持此案立法解決，是臺北駐日經濟文化代表處往後努力方向。 
2001年3月10日，曾任台灣抗日運動人士丘逢甲之子丘念台秘書的林憲說，在台灣日治時代，台灣平民百姓受到日本高壓統治而普遍對日本人懷有敵意，當時連酒家女都厭惡日本人，接日本客人的酒家女都被罵是「狗」，所以「慰安婦自願說」與事實不符；多數台灣慰安婦都是被欺騙或壓迫去的，日本政府說要她們去當護士、雜役，最後卻是她們為日本軍人做性服務。 
2014年4月17日，台灣團結聯盟立法委員賴振昌在立法院教育及文化委員會高中課綱公聽會發言，強調不支持高中課綱微調，包括歷史課綱中將關於慰安婦的論述增加「被迫」二字；他說，慰安婦是否全部都是被迫的，學界還有爭議，「教育部有什麼證據說慰安婦百分之百都是被迫的？」賴振昌說，在沒有定論前，直接陳述慰安婦的歷史事實就好；如果硬要加上「被迫」，也該以同樣標準檢視金門八三一。此言當場引發中國國民黨立法委員潘維剛與林郁方不滿，批評賴振昌不尊重台灣婦女；擔任立法院教育及文化委員會召集委員的民主進步黨立法委員何欣純則說，「歷史是大家的」，不希望慰安婦議題模糊高中課綱微調的討論；同日，婦女救援基金會執行長康淑華表示，本日已接到民眾投書表示不滿賴振昌說詞，她認為賴振昌過度簡化「被迫」二字的含意，課綱將慰安婦加上「被迫」二字是符合實情的。
2014年4月18日，抗獨史陣線發布新聞稿抨擊賴振昌，抗獨史陣線共同發起人林明正說，日本殖民者蹂躪、侵害台灣慰安婦，這是超脫國家認同、超脫統獨意識的大是大非，一些以台灣團結聯盟為代表的台獨分子卻為了討好日本軍國主義而違背去殖民化的普世價值。
2014年5月，針對第2次安倍內閣宣布調查河野談話一事，前日本首相村山富市說，「且不說前韓國慰安婦的證言可信與否，（日軍強徵韓國婦女充當慰安婦）當時的強制性可想像，並非是事實就一定有記載，那樣的事不可能有紀錄」。
2015年7月31日，台灣反課綱運動中部分學生不滿新版高中課綱中對慰安婦加上「被迫」一詞，捍衛教育聯盟總召集人林致宇痛斥，新版課綱中「被迫成為慰安婦」的「被迫」一詞是硬加上去的，「是否有史料證據指出所有慰安婦都是被迫的？」
2015年8月1日，女權運動者吳馨恩在反課綱現場手持「反男性史觀，我要女性史觀、多元性別史觀」的標語，上台發言表示支持反課綱運動，但不認同自願說，並在隔日投書想想論壇，指出慰安婦自願說是男性本位史觀，忽視女性的不利處境，並於8月6日投書風傳媒，表示根本不該去糾結是否自願，只需要知道慰安婦制度是侵犯人權。
2015年8月4日，民主進步黨台北市議員梁文傑批評：「『親日獨派』或許覺得慰安婦本來就是自願，也或許覺得日本根本就不是『殖民政府』；但這會讓長期關注慰安婦議題的婦女救援基金會、女權運動者和（台灣）原住民運動者們感到憤怒，也會讓台灣在國際上處於無法和人對話的窘態。畢竟，出了台灣，沒有哪個國家膽敢為『慰安婦自願說』辯護，也沒有哪個國家敢說日本在二戰前的東亞不是一個殖民帝國。」
2015年8月14日，中國國民黨2016年中華民國總統選舉參選人洪秀柱說，高中課綱微調只是把慰安婦加了「被迫」二字就被反課綱運動抗議，「如果到南韓說『慰安婦是自願』，會被打死」。
2015年8月22日，《美麗島電子報》副董事長郭正亮批評：「包括李登輝在內的戰後台灣親日派，常因為反對國民黨外來政權、反對『大中國史觀』，故意誇大『日本皇民』史觀以偏概全。這種『親日史觀』，不但和大中國史觀一樣唯我獨尊，而且在處理二次大戰的歷史正義問題常陷入不知反省、連美國也無法接受的日本右翼觀點，讓台灣淪為『被殖民者同情殖民統治』、『罹患斯德哥爾摩症候群』的國際笑柄而不自知。……連日裔美國眾議員都認為『慰安婦形同性奴隸』，訴諸提案要求認錯；台灣本身就是日本殖民的慰安婦受害者，竟然還為『慰安婦是否被強迫』陷入歷史課綱之爭！這種『被殖民者同情殖民統治』的荒唐行徑，看在美國人和亞洲人眼裡，豈是『國際笑話』可以形容！」

2015年9月2日，針對反課綱運動學生質問“说慰安妇全被强迫，有证据吗”，康淑華說：
|  | 在反课纲（運動）闹得很凶时，我们（妇女救援基金会）声明过，坚持认为“所有阿嬷当然是被迫的”；不论其中是否有极少数阿嬷来自风月场所，她们也都是因为家庭背景而被迫，这毋庸置疑。但我们并不坚持一定要在教科书上加上“被迫”二字，因为那反而模糊了“慰安妇是日军性奴隶”的本质，简化了慰安妇的历史。 有些学生以为慰安妇是“公娼”，这是极大的误解。联合国早就确定慰安妇是“军事性奴隶”制度，奴隶会是自愿吗？怎么能说她们是“公娼”呢？我们希望历史教科书能够有更多篇幅、更深入详尽地讲述“慰安妇是日军性奴隶”的历史真相，而不只纠结于是否“被迫”的问题。“被迫”两字固然能描述国恨家仇，但也会使问题失焦。希望大家更多去了解“慰安妇就是性奴隶”的历史事实，以这个角度去谴责日本政府。 |

2015年12月30日，前婦女救援基金會董事長葉毓蘭說，綠營反對高中歷史課綱中有關慰安婦的論述增加“被迫”二字，這是綠營完全附和日本軍國主義的行為，令人憤怒。2016年2月24日，葉毓蘭批評，民主進步黨在釣魚臺列嶼主權問題與慰安婦議題上態度軟弱，卻對孫文、蔣中正與中國國民黨表示敵意，把轉型正義視為自己的遁詞，褻瀆了「正義」二字。
2021年，美國哈佛大學法學院教授約翰·馬克·拉姆塞耶預定2021年3月在國際法律經濟學評論發表一篇論文「太平洋戰爭中的性契約（Contracting for Sex in the Pacific War）」，評論的同行評審過程受到質疑。在該篇文章中，作者從不存在的合同中提出了反對意見，聲稱日本帝國時代被迫淪為性奴隸的慰安婦是出於自願賣淫。

## 訴訟案大事記要

### 中華民國
1992年2月8日，婦女救援基金會透過發掘史料證明台灣慰安婦之存在。2月22日，婦女救援基金會設立全國申訴專線。2月26日，首位台籍慰安婦出面申訴。8月9日，三名台籍慰安婦舉行半公開記者會控訴日本政府，要求道歉及賠償。婦女救援基金會發表系列文章，召開記者會聲援慰安婦向日本求償，並開始要求中華民國內政部對慰安婦展開生活補助、醫療救助、關懷輔導等服務。
1992年3月12日，中華民國外交部領銜，結合內政部、台灣省政府社會處、台北市政府社會局、高雄市政府社會局、中央研究院、台灣省文獻委員會、婦女救援基金會等，成立跨部會之「台籍慰安婦專案小組」。3月13日，中華民國內政部設置台籍慰安婦問題申訴專用郵政信箱，收件地址為「台北郵政13之166號信箱」，開放民眾申訴台籍慰安婦問題相關資訊。7月5日，婦女救援基金會公布台籍慰安婦問題第一次調查報告。
1996年2月6日，中華民國外交部發表聲明，要求日本政府接受聯合國人權委員會的建議，對慰安婦提出一次給付的個人賠償。8月10日及8月16日，婦女救援基金會舉行「要尊嚴，不要施捨」記者會，揭穿亞洲婦女基金會所散播之不實訊息「日方將賠償各國慰安婦五百萬日元日幣，其中二百萬日元由國民基金支付、三百萬日元由政府支付」，並發起國內募款活動。12月11日，正式遞交150位立法委員致日本首相及日本參議院、眾議院之連署函，請日本政府儘速制定特別法以解決台籍慰安婦問題。
1997年5月23日，放映前任中華民國法務部部長馬英九、立法委員葛雨琴及律師王清峰合力拍攝的台灣首支慰安婦公益廣告。8月25日，作家李敖說，由於台灣慰安婦不願意露臉，「慰安婦」一詞對台灣社會大眾而言始終是個抽象名詞，社會大眾看不見慰安婦受苦滄桑的臉，不容易感動社會凝結力量；另一方面，台灣慰安婦沒有露臉，使她們難以廓清「娼妓」這個印象，也使婦女救援基金會的主張常被認為不能代表她們，因此她們與婦女救援基金會都不容易獲得支持與資源。8月31日，李敖與婦女救援基金會在國立國父紀念館合辦「義助慰安婦：李敖百件珍藏義賣會」，由蔡琴、馬英九、張雅琴與金惟純主持，義賣所得與各界捐款總額為新臺幣三千八百多萬元，李敖全數捐出這筆錢作為台籍慰安婦救援基金，希望台籍慰安婦在日本政府正式道歉以前拒絕來自日本民間的補償。
1997年7月26日，台灣原住民排灣族詩人莫那能發表聲明抨擊《認識台灣》教科書：「目前在台灣倖存的台籍慰安婦當中，已出面登記而經查屬實者有二十七名，其中有十名台灣原住民女性。教科書中無一字提及慰安婦的歷史事實，是對民族母體、特別是對台灣原住民族母體的嚴重忽視。」
1998年2月，慰安婦記錄片田野調查作業開始。9月，由楊家雲導演的紀錄片《阿嬤的秘密：台籍慰安婦的故事》首映記者會，該片入圍日本山形紀錄片雙年展，並獲得第35屆金馬獎最佳紀錄片。12月，「對日訴訟開步走」，台籍慰安婦日本義務律師團來台。
1999年，赴南韓漢城參加女性國際戰犯法庭（女性国際戦犯法廷）籌備會議。8月17日，在東京地方裁判所遞訴狀，正式控告日本政府。7月，婦女救援基金會授權臺灣商務印書館出版《台灣慰安婦報告》。9月14日，於台北中央研究院舉行女性國際戰犯法庭最後一次籌備會議，會集各國學者專家共同討論訴狀、受害者證詞，為審判做準備。
2000年12月8至12日，女性國際戰犯法庭於日本東京都舉行，目的為對日本政府施壓，使其承認罪行，對受害者道歉與賠償。
2001年1月，李碧華所著《煙花三月》一書舉行義賣，該書記錄中國慰安婦袁竹林的故事。9月25日，東京地方裁判所開庭詰問四位代表台灣出庭的慰安婦，過程中阿嬤詳細應答某些較為個人的問題，令阿嬤及眾人哽咽鼻酸；日本國內支援團體為阿嬤加油打氣。12月4日，女性國際戰犯法庭作成確定判決。
2001年2月21日台灣企業人士許文龍於談論相關話題時:當慰安婦是為了「出人頭地」自願參加...等等。此說法遭致婦女救援基金會及輿論許多批評扭曲史實。2001年2月26日許文龍發表書面聲明致歉。但台灣慰安婦相關團體要求許文龍應當面道歉。
2002年2月9日，一位台灣慰安婦過世。4月29日，台灣慰安婦前往日本交流協會遞交抗議信，抗議台灣慰安婦求償運動十年，日本政府迄今仍不願面對慰安婦問題。12月5日，「日軍慰安婦口述歷史」計畫開始。12月13日，赴東京參加日軍慰安婦人權運動者松井耶依告別式。
2003年3月11至13日，東京高等裁判所第一次開庭。
2004年1月25日，台灣慰安婦紀念館籌備小組第一次預備會議。2月9日，東京高等裁判所宣判台灣慰安婦對日訴訟。
2005年，婦女救援基金會出版《阿嬤的臉：台灣慰安婦倖存者影像紀錄》，婦女救援基金會授權天下文化出版《鐵盒裡的青春：台籍慰安婦的故事》，婦女救援基金會授權商周出版出版《沉默的傷痕：日軍慰安婦歷史影像書》，婦女救援基金會授權張老師文化出版《阿嬤的故事袋：老年、創傷、身心療癒》。2007年，婦女救援基金會出版台灣慰安婦筆記書《愛無境》。
2011年9月1日，第一位公開控訴日軍暴行的台灣慰安婦劉黃阿桃逝世。
2013年7月6日，婦女救援基金會與日本戰爭與和平女性博物館合辦的特展「台灣·『慰安婦』的證言：被變成日本人的阿嬤」（台湾・「慰安婦」の証言 日本人にされた阿媽たち）開幕，婦女救援基金會與台灣慰安婦鄭陳桃出席開幕記者會及研討會，聽眾包括日本大學生在內超過100人。
2015年8月15日，馬英九在國史館「從戰爭到和平：抗戰勝利暨臺灣光復七十週年紀念特展」開幕典禮致詞中說，他相信日本願意反省檢討，但更希望日本未來應該做得更多更好，尤其是針對所謂「慰安婦」的部分。
2018年8月14日，台灣首座慰安婦銅像在中國國民黨協助下，於台南林百貨前豎立，前總統馬英九出席揭幕。婦女救援基金會也前往日本交流協會抗議，要向日本討公道。蔡英文政府與台南市政府則表示沒有參與此事，定調此為國民黨的政治活動。馬英九表示在民進黨執政之後，從沒公開提過慰安婦的事，民進黨標榜要轉型正義，更應該要為這個議題發聲來平撫此歷史傷痛。日台交協過官方網站對此事發表正式說明，對於國民黨台南市黨部有關人員於眾多日本觀光客造訪的台南市鬧區設置慰安婦銅像，與日本政府的立場及過去作法相違背，協會至感遺憾。

### 中华人民共和国
1996年2月，山西省的慰安妇侯巧莲和郭喜翠向东京地方裁判所提起诉讼，要求日本政府谢罪并给予赔偿。
2002年3月，东京地方裁判所认定她们遭到性虐待的事实，但作出了驳回原告诉求的判决。4月，原告继续向东京高等裁判所提出上诉。
2005年3月，东京高等裁判所作出二审判决，驳回原告的索赔诉求。随后，原告和原告律师团向日本最高裁判所提出上诉。
2007年4月27日，最高裁判所作出终审判决，认定原告二战时被侵华日军绑架和强暴的事实，但作为《中日联合声明》第五条所述的放弃请求权对象，她们不具有法律上的赔偿请求权。

### 
參見「釜山從軍慰安婦請求訴訟案」，通稱「關釜裁判」（日语：関釜裁判，かんぷさいばん）或「關釜原慰安婦訴訟」（日语：関釜元慰安婦訴訟）
1992年，韓國慰安婦倖存者於日本法院向日本政府提起訴訟。1998年，山口地方法院裁判，宣告原告勝訴。但是，2003年3月25日，日本最高裁判所判決，原告敗訴確定。2016年韓國電影《鬼鄉》、2017年《I can say》、2018年《她的故事》分別參考此事件而拍攝。
2021年1月8日，韩国首尔中央地方法院作出一审判决，要求日本政府向12名韓國慰安妇受害人每人赔偿1亿韩元。
2021年4月21日，韩国首尔中央地方法院驳回慰安妇向日本政府索赔诉讼。该诉讼遭遇闭门羹。
2023年11月23日，韩国一家上诉法院就二战期间16名慰安妇受害者要求日本政府赔偿一案作出裁决，要求日本政府对她们作出赔偿。日本外相表示，韩国上诉法院的裁决违反了国际法和日韩两国达成的协议，所以判決极其令人遗憾，绝对不可接受，并召见韩国驻日本大使表示抗议。12月9日，韩国外交部表示，因日本并未上诉，韩国首尔高等法院裁定日本政府应赔偿二战期间16名慰安妇受害者一案已判决确定。

## 道歉與賠償之路

### 近期發展

#### 韓國
2015年12月28日，日本首相安倍晉三重新表達道歉與反省之意，日方並將挹注10億日圓，提供南韓政府設立支援前慰安婦的基金，雙方同意慰安婦問題就此了結，不再重提；時任韓國總統朴槿惠「撫慰慰安婦受害者創傷的措施若得以落實，將不再議論此問題」，「希望這次協議能成為讓日韓關係穩定發展的歷史契機，明年起建立未來導向的日韓關係。」至於南韓慰安婦則在28日在光州「分享之家」強調受害人要的是日本政府「依法賠償」，而不是向所謂「從軍賺錢者」略施小惠的「補償」；她們不是因為缺錢才抗爭，（日本）既然犯了罪，就該對罪行正式賠償至於二戰期間同樣也發生慰安婦悲劇的中國大陸與台灣，日方並無表示。

#### 台灣
日本对于台湾政府提出的慰安妇要求仅表示愿意考虑，从未有过官方道歉。截至目前每年台湾仍然存在慰安妇游行

### 1992年
1992年2月，日本社會黨眾議員伊東秀子在防衛廳防衛研究所圖書館找到三通戰時電報，明確載明日本政府徵召台灣慰安婦並請軍方核發渡航證，證實台灣也有慰安婦。

### 1993年
1993年8月4日，由於有日本記者發現一份日軍文件顯示日軍曾經直接參與營運慰安所，日本內閣官房長官河野洋平未經國會批准，即承認日軍在二戰期間強徵慰安婦，史稱「河野內閣官房長官有關慰安婦相關調查結果發表的談話」（慰安婦関係調査結果発表に関する河野内閣官房長官談話），簡稱「河野談話」。

### 1994年
1994年8月31日，日本首相村山富市發表「村山首相有關『和平友好交流計畫』的談話」（『平和友好交流計画』に関する村山内閣総理大臣の談話），表示自己對慰安婦問題抱持「由衷的深刻反省與歉意」（心からの深い反省とお詫びの気持ち），並宣示將實施「和平友好交流計畫」（平和友好交流計画）。
1994年11月，国际法律家委员会發表慰安婦報告書，認定日本的慰安婦制度構成戰爭犯罪並違反禁止販賣婦孺的國際法，日本應賠償慰安婦每人至少四萬美元。

### 1995年
1995年7月，日本首相村山富市倡议成立亚洲妇女基金会，通过民间募款和政府资助的形式，向慰安妇支付约500万日元的赔偿金。但是在该基金会的赔偿计划公布后，由于赔偿条款规定慰安妇「若接受赔偿，则放弃控告日本政府的权利」，因此遭到各国慰安妇的强烈抗议；也遭到韩国、中国大陸、台湾等地舆论与政府的猛烈抨击，称这是日本政府回避国家赔偿的措施，目的是让日本摆脱国家赔偿问题，从而有利于日本成为联合国安全理事会常任理事国。大多数慰安妇拒绝领取赔偿金。韩国的众多民间团体发起募捐活动，向每位拒领赔偿金的慰安妇支付相同数目的金额。由于遭到各国的抵制，亚洲妇女基金会于2002年5月停止运作，一共只有266人申请补偿。
1995年8月15日，村山富市發表「村山談話」。

### 1996年
1996年1月，聯合國人權委員會發表慰安婦調查報告，建議日本應就慰安婦問題負起法律責任。聯合國人權委員會特別調查員庫瑪拉絲瓦蜜（Radhika Coomaraswamy）在慰安婦調查報告中指出，慰安婦應明確被視為一種性奴隸制度，她認為「軍中性奴隸」一詞能更貼切反映那些在戰爭期間每天遭受輪姦和殘酷虐待的女性受害者。

### 2001年
2001年10月15日，日本首相小泉純一郎表示「對於慰安婦所遭受的難以估計的痛苦，感到悔恨及自責」。

### 2007年
2007年2月18日，日本外務大臣麻生太郎對美國眾議院外交委員會討論中，由日裔美國眾議員迈克·本田與臺裔美國眾議員吳振偉等六人提案，要求日本政府承認二戰期間強迫各國女子當慰安婦、並向受難者致歉的《第121號简单决议案》感到可惜，並表示當中部分內容並不準確。
3月1日，日本首相安倍晉三表示「當年日軍強迫亞洲婦女充當慰安婦之說缺乏證據」；同日，迈克·本田稱「日本不應再玷污自己的名譽，而應儘快、義不容辭地就歷史事實道歉，以進一步確立日本的自由民主國家形象」。3月5日，安倍晉三在日本參議院預算委員會會議上備詢時重申「遵循河野洋平向慰安婦道歉和反省的立場，但美國國會決議案未根據客觀事實，因此即使通過決議，我們也不會道歉」；同日，民主黨參議院黨團幹事長小川敏夫斥「安倍晉三的言論會破壞日本支持人權的形象，並損害日本國際信用。」3月6日，针对安倍晋三表示不再为慰安妇问题道歉一事，中华民国外交部抗議表示「深感遺憾」，呼籲日本政府「應以誠意對受害人正式道歉及賠償。」3月8日，安倍晉三宣布有意讓自民黨重新調查日本政府在慰安婦問題中所扮演的角色，同時將慰安婦議題受到矚目的原因歸咎於美國媒體的炒作。
3月11日，安倍晋三在日本放送協會電視節目中说，日本政府继承河野谈话的立场，他由衷向心灵受到创伤的慰安妇表示道歉。 
3月12日，日本内阁官房长官盐崎恭久表示，日本政府不会就慰安妇问题进行展開重新调查。3月13日，自民党干事长中川秀直说，自民党没有计划对慰安妇问题进行新的研究。3月14日，思考日本前途和历史教育问题议员联盟会决定对慰安妇问题进行调查。3月16日，日本政府制定了一份答辩书，称从政府发现的资料中找不到能夠直接證明军方或官方曾强征慰安妇。3月26日，日本参议院预算委员会上，日本共产党议员吉川春子質詢安倍晉三是否会正式就慰安妇问题道歉；安倍回答，他作为首相，在此表示道歉，并重申政府在这一问题上继承河野谈话的立场。
4月17日，日本戰爭責任資料中心、日本外國特派員協會（日本外国特派員協会）、戰爭與和平女性博物館館長西野瑠美子共同召開記者會，抨擊安倍晉三否定美國眾議院《第121號简单决议案》。4月20日，日本内阁会议通过一份答辩书表示，接受远东国际军事法庭认定日军在第二次世界大战中在中国桂林强征当地妇女充当慰安妇的判决，对此没有异议。
6月14日，椙山浩一、屋山太郎、櫻井良子、花岡信昭與西村幸祐合組的歷史事實普及協會（舊稱「歷史事實委員會」）在美國《華盛頓郵報》刊登整版廣告〈THE FACTS〉，主張二戰期間日軍從未強徵亞洲女性擔任慰安婦，「沒有證據證明強徵慰安婦」。〈事實〉主張，隨軍慰安婦並不是一般報導所稱的性奴隸，而是在有執照賣淫體制下的工作者，其中許多人收入比戰場上的軍官高、甚至高過將軍，這種賣春行為普遍存在當時世界各地；但〈事實〉也承認，有些「破壞紀律」的例子，如印尼曾發生荷蘭年輕女性被迫在慰安所工作的事。但迈克·本田的律師表示，〈事實〉的主張全是數十年來反覆的不正確之說，已知這些主張錯誤、無說服力，毫無評論價值。
6月26日，美國眾議院外交委員會以39票贊成、2票反對的票數通過《第121號简单决议案》，敦促日本政府為二次大戰期間強徵20萬慰安婦的行為道歉；該案沒有法律約束力，美國政府也不會因為「日本政府不道歉」而祭出任何制裁措施。 對此，盐崎恭久強調：美日兩國關係穩固，不會因為美國眾議院《第121號简单决议案》這個「不友善決議」而動搖；日本政府不會因為這個決議，而再度為這段歷史提出正式的道歉。

### 2012年
2012年1月29日上午，美國紐約州參議院全數通過《日軍慰安婦決議案304號》，譴責日本在二戰期間強征慰安婦。於同年1月16日發起本案的參議員托尼·艾維樂（Tony Avella）表示，接到了許多來自日本的電子郵件宣稱「日軍將韓國女性當作性奴來剝削，是個天大的謊言」，這些郵件的內容幾乎全部出自日本極右派團體「撫子行動（なでしこアクション （页面存档备份，存于） （日語））」網頁上的範本文章。7月，美國國務卿希拉蕊·柯林頓在聽取簡報時，糾正國務院官員「慰安妇」的稱呼，說應該稱「被強迫的性奴」。

### 2013年
5月13日，屬右翼政黨日本維新會的大阪市市長桥下彻公开建議美軍司令允許美國軍人進入日本的性服務場所發洩，並且認為第二次世界大戰中日軍慰安妇制度為維持軍隊紀律的必要措施。日本民主黨主席海江田萬里、日本共產黨書記局長市田忠義和日本行政改革大臣稻田朋美等有识之士對橋下徹的發言表達強烈不滿，認為慰安婦為對女權的嚴重侵害、是一項錯誤。5月14日，桥下彻在推特上自辩：“美国（軍人）使用法律许可的日本风俗业的服务，不存在任何问题。”就美国国防部官员称桥下的发言“愚蠢”，桥下反驳：“美国很狡猾，美国一贯否定公娼制度，然而美军基地周围风俗业繁荣是历史事实。”桥下还称：“否定受法律承认的日本风俗业，这是对那些出于自愿选择这一职业的女性的歧视。”
5月16日，《日本经济新闻》发出社评《桥下彻遭受严厉审视》，称“希望桥下彻认真思考一下，自身的言论为何会产生巨大消极影响”；同日，右派大报《读卖新闻》发表社论，称桥下彻的发言践踏了女性尊严。在5月15日《朝日新闻》采访中，桥下彻表示“（我）完全没有说（慰安妇制度）现在是必要的”，并且解释“（只是）作为一个意见，让（美军）思考这些问题”；《朝日新闻》称為“桥下彻急于灭火 但不收回发言”。5月16日，在富士电视台节目中的桥下彻对其随军慰安妇问题的言论解释：“我想说的是，当时是必需的，但现在绝对不能容忍。”“如果有人因误解而遭受伤害，我感到非常抱歉。”
5月19日，桥下彻在电视节目中说：“（慰安妇）一直被描述为举国施以暴行、胁迫、绑架等手段，强行使反感的女性成为‘性奴’。这种说法是不对的。”桥下在节目中首先铺垫称“对前慰安妇是负有责任的”，但随后表示：“是不是性奴，将影响在国际社会上的评价。世界各国的军队在第二次世界大战期间都以同样方式利用了女性，仅批评日本是不公平的。”同时桥下彻还就美军冲绳施暴事件等指出：“美国现在闭口不提越南战争期间利用当地女性的过往。”就提议美军利用色情行业的言论，他说：“我对色情行业的从业人员表示歉意，但绝没有侮辱全体女性的意思。”
5月22日，日本維新會代理黨魁平沼赳夫在東京發表演講時再度放炮，直言「那些被稱為隨軍慰安婦的人是『戰地賣淫女』」。根據共同社報導，平沼赳夫於此次演說中談到日本政府的調查中沒有發現日軍強徵慰安婦的史料，還強調「政府並未參與，(當時)也沒有隨軍慰安婦這個詞」；同時更力挺橋下徹，稱沒有證據顯示日軍脅迫綁架婦女當洩慾對象的發言，「這話沒錯，並不存在什麼性奴。」對於前慰安婦向日本政府索賠的訴訟案件，平沼赳夫也認為，「過去存在公娼制度，曾作為戰地賣淫女的女性提起了訴訟。」事實上，有關日本維新會近來的一些涉及慰安婦問題的言論，已經引起聯合國人權組織高度關注。日本新聞網指出，聯合國禁止酷刑委員會已在21、22日連續兩天對日本的人權問題進行審議，表示不能接受橋下徹的主張，將向日本政府提出一份質詢書，要求作出正式表態。”
5月23日，91歲的前二戰日本兵松本正義表示，他在戰爭期間擔任衛生兵，負責發放保險套給日軍，及檢查韓國慰安婦是否染上性病。他說：「當時日軍經常襲擊村落『獵捕婦女』，之後拉到部隊裡輪姦。那些排隊等著洩慾的日本兵會迫不期待地拉下褲子『待命』，就像是等著上廁所一樣。」在1946年戰敗遣送回國後成為基督教牧師的松本正義，目前投入反對日本政界人士參拜靖國神社，又挺身而出對日軍犯下的罪行公開作證。

### 2014年
1月9日，韓國《朝鮮日報》報導，日本政府透過日本駐法國大使館，要求法國安古蘭國際漫畫節主辦單位禁止韓國女性家族部在漫畫節舉辦“慰安婦問題展”，理由是“在民間漫畫節提出慰安婦問題不合適”；漫畫節主辦單位拒絕了日本政府的請求，並表示“將按計畫舉行慰安婦問題展活動”。2月2日，日本駐法國大使鈴木庸一說，慰安婦問題展傳播「錯誤觀點」，「將把韓國和日本關係進一步複雜化」，他深感遺憾；安古蘭國際漫畫節負責人邦多斯（Franck Bondoux）則說，日本政府沒有要求取消慰安婦問題展。另外，「隔壁」、「Nextdoor」等日本出版社集結日本漫畫作者的抗議漫畫展示，內容暗指韓國在漫畫節舉辦慰安婦問題展的行徑如同納粹等，遭主辦單位要求撤展；2月3日，「隔壁」代表藤井實彥表示，日本並非不願承認這段歷史，他們試圖對話、用另一種方式補償韓國受害者，韓國不該用這種方式「粗暴呈現單方面的聲音與立場，讓漫畫節牽扯上政治問題」。
1月25日，日本放送協會（NHK）會長籾井勝人在他的就職記者會上說，日本在二戰期間使用慰安婦和其他國家沒有區別，法國、德國在二戰期間都曾有慰安婦，國際間對日本慰安婦的憤怒令他不解。1月27日，籾井勝人為此公開道歉，表示自己的說法「極不恰當」。2月6日，《東京新聞》發表的民意調查顯示，57%的被訪者認為籾井勝人不適任NHK會長，27%的被訪者認為適任。1月28日，NHK經營委員會委員長濱田健一郎批評，籾井勝人的發言看輕了作為公共廣播機構最高責任人的立場；同日，籾井勝人在NHK經營委員會會議為此道歉：「結果造成了誤解，我對此深刻反省並道歉。」1月31日，籾井勝人在日本眾議院預算委員會會議再次道歉，並說「我對給大家帶來的誤會與麻煩表示由衷的歉意，我對自己的身分還非常不習慣」；同日，濱田健一郎說，已強烈要求籾井勝人充分認識到自己的身分。
2月7日，日本內閣會議就「籾井勝人涉慰安婦問題發言一事」通過答辯書，指出NHK會長在公開場合發表意見時“應作出合乎會長地位的恰當言行”；同日，NHK廣報局向《BBC中文網》記者提出書面答覆：「籾井會長正如他在就任記者會上的闡述，對有關他的個人見解不適當之處感到非常抱歉。籾井會長在記者會上對有關個人見解的部分表示取消，同時表明其言論不會反映在NHK播映中。NHK基於《廣播法》，維護公平、公正、不偏政黨、言论自由等原則的立場不變。有關經營委員的個人言行，廣報局方面不予回答，但經營委員會事務局的評論是『不作為經營委員，是作為個人的行動』。」2月10日，日本記者會議（JCJ）發表聲明要求籾井勝人辭職，聲明指出，除了慰安婦問題以外，認為“政府說‘右’的東西，我們不能說‘左’”的籾井勝人沒有資格擔任公共廣播機構的最高責任人。
2月27日，前美國副國務卿理查德·李·阿米蒂奇在美日研究所（U.S.-Japan Research Institute）舉行的「中日關係變局對美日聯盟的意涵」（Sino-Japan Dynamics and Implications for the U.S.-Japan Alliance）研討會說，慰安婦議題反映日本的道德觀，日方應做表率；日本首相安倍晉三的外交政策其實對東南亞和南亞用心極深，但在慰安婦議題上令他大感失望，安倍政府應帶領日本成為21世紀國家行為的典範。
3月1日，韓國總統朴槿惠在三一運動95週年紀念儀式說，目前韓國有55位日軍強徵慰安婦還健在，她們在痛苦中過一輩子，她們受傷的心靈應該得到慰藉；日本一再否定過去的錯誤，只會走投無路。
3月3日，日本內閣官房長官菅義偉在記者會上表示，日本政府繼承1993年「河野談話」，認為繼承河野談話和調查談話擬定過程的做法並不矛盾。
3月14日，日本首相安倍晉三在上午的參議院預算委員會會議被自民黨籍參議員有村治子問及「河野談話」時，表示「安倍內閣不打算修改河野談話」，但同時表示「不應將歷史問題政治外交化，歷史研究工作應該交給有識之士和專家」。3月31日，東京大學名譽教授和田春樹等1600餘名日本學者發表聯合聲明抨擊，安倍政府雖然表示無意修改河野談話，但試圖考證河野談話內容的真實性，這種考證行為會使民眾誤以為河野談話毫無依據，等於否認河野談話內容。
4月4日，日本外務大臣岸田文雄在內閣會議報告2014年外交藍皮書，藍皮書指出，不應將慰安婦問題「政治化或外交問題化」。4月8日，日本聖學院大學教授姜尚中表示，慰安婦問題並非僅涉及韓國，也與中國等其他亞洲國家有關；如果日本人僅僅把慰安婦視為韓國與日本之間的問題，可能會對慰安婦問題的本質有錯誤的理解。
6月20日，日本針對河野談話內容提出新詮釋。6月23日，《紐約時報》發表社論《日本的歷史遮眼罩》（Japan's Historical Blinders），批評日本首相安倍晉三企圖否認歷史；社論說，除了日本以外的歷史學家都同意日本軍隊強徵慰安婦的史實，但日本民族主義者迄今仍否認歷史。
8月29日，聯合國消除種族歧視委員會（CERD）呼籲日本對強徵亞洲各國婦女為慰安婦一事負起完全責任，CERD副主任委員Anastasia Crickley表示，CERD要求日本政府道歉、提供足夠的賠償給現存的慰安婦及其家人；Anastasia Crickley還說，CERD另相信，否認慰安婦存在的言論無法令人接受，而且日本一直沒有立法禁止種族仇恨言論。
10月14日，日本外务省人权人道担当大使佐藤地在纽约会见联合国慰安妇问题调查报告撰写人拉迪卡·库马拉斯瓦米，以吉田证言失实为由要求库马拉斯瓦米撤除报告有关内容；库马拉斯瓦米回應，吉田证言只是报告制定过程中的证据之一，不能因此否定日本曾强征慰安妇的事实。徹底拒絕佐藤地的要求。
10月21日，日本内阁官房长官菅义伟在参议院内阁委员会上说“河野谈话有很大问题，应予以否定，政府将为恢复日本的名誉和信任努力申诉”，这是菅义伟上任以来首次公开否定河野谈话。
11月28日，日本《讀賣新聞》在日文版和英文版報紙同時發表道歉內容，道歉內容表示，該報在1992年2月至2013年1月期間發行的英文版報紙上，刊載了85篇使用「sex slave」（性奴隸）一詞的有關慰安婦的報導；道歉內容表示，不應該使用此詞來描述慰安婦，因為「這個詞容易造成外國讀者的錯誤理解」；這次道歉被視為安倍晉三及其右派支持者的一大勝利。

### 2015年
2月14日，菲律宾“铭记马尼拉1945基金会”举办马尼拉战役70周年纪念活动，該會联合创始人之一的马尼拉大屠杀倖存者麦克米金·豪尔谈及菲律宾慰安妇问题時說，日本政府正在篡改历史，在菲律宾图书馆里有记载日军对当地妇女所犯暴行的书籍，“我们会把这些资料上传到互联网上，让日本政府再也难以狡辩”。
3月2日，美國歷史學會官方期刊《歷史的展望》（Perspectives on History）3月號在網站上發表了20名美國歷史學家致該刊的一封聯名信，第一句話是「作為歷史學家，我們對日本政府最近試圖壓制日本和其他國家歷史教科書中關於慰安婦的歷史表示驚愕」；信中批評，日本政府為了自身利益而尋求更改歷史敘述，現在甚至開始直接將目標放在國內外歷史學家的研究工作上，例如2014年11月7日外務省指示日本駐紐約總領事館要求美國麥格勞-希爾國際出版公司修改世界史教科書《新全球史：傳統與交流》中對慰安婦的描述，「為了推動愛國主義教育，安倍晉三政府口頭上質疑慰安婦的既成歷史事實，並試圖刪除教科書對這一歷史的描述」；信中說，歷史學家從事歷史研究是為了以史為鑑，「我們反對國家或特殊利益集團為了自身政治目的，而對出版商或歷史學家進行施壓，試圖更改他們的研究成果」。
3月10日，日本民主黨代表岡田克也在東京與德國總理梅克爾會晤，梅克爾在提及日韓關係時說，「日韓擁有共同價值，促進和解非常重要」，「妥善解決從軍慰安婦問題比較好」。3月15日，新华网刊登日本外务省国际情报局前局长孙崎享的专访，孙崎享说，日本国内某些势力企图歪曲侵略历史，特别是在慰安妇问题與南京大屠杀事件上：在慰安妇问题上，一些人转移焦点至有无“强徵”慰安妇，企图以此否认慰安妇问题的存在；在南京大屠杀问题上，一些人质疑南京大屠杀的具体死亡人数，企图以此否认南京大屠杀的存在。
4月29日，安倍晉三在美國國會兩院聯席會議演講，隻字未提慰安婦問題，也沒有對慰安婦問題道歉；演講結束後，迈克·本田批評，安倍晉三迴避日軍在二戰時強徵慰安婦的行為，演講時「也沒把道歉說出口」，讓人感到震驚與可恥。
5月6日，美国、欧洲、澳大利亚等国的187名世界著名历史学家通过韩联社和韩联社电视台发表联署声明，敦促安倍晋三在日军慰安妇问题上正视历史、承认罪行；策划联署声明的美国康涅狄格大学教授阿列克斯·杜丹表示，声明旨在呼吁日本政府为过去的错误承担责任，而不是歪曲历史或将其利用于政治目的。
5月21日，德国前总理施罗德接受韩国《中央日报》专访時说，“慰安妇”一词本身就是错误的表达，此詞“太过委婉”，因为慰安妇实际上是日军在二战时的性奴隶；对慰安妇受害者所承受的痛苦，日本也应承担责任。
6月8日，和田春樹等281名日本学者在日本参议院议员会馆发表〈日本学者有关2015年日韩历史问题的声明〉，說韩日存在的各种历史问题中最亟待解决的是日军慰安妇问题，日本政府应负责解决日军慰安妇问题。
8月14日，安倍晉三發表二戰結束70周年談話，並未就慰安婦問題道歉，引起國際社會批評。8月14日，韓國新世界党首席發言人金榮宇說，安倍晉三的二戰結束70周年談話在就日本侵略歷史进行反省和谢罪时采用“回顾式”表述，提及慰安妇问题时也仅表示“女性名誉和尊严受到了伤害”；同日，韓國新政治民主联合發言人金聖洙說，安倍晉三的二戰結束70周年談話把慰安妇表述为“尊严受到伤害的女性”，令人遗憾。不過，12月30日，共同社援引日本政府消息人士的话说，若日本驻韩国大使馆前象征受害慰安妇的少女塑像不被搬离，日本政府将不会向韩国支付此前约定的10亿日元（约合830万美元）补偿。

### 2016年
2016年8月16日，勞動人權協會執行長王娟萍說，日本政府若不願意承認歷史錯誤，在2015年還解禁部分集體自衛權，本年還打算全盤解禁集體自衛權，令她質疑日本軍國主義會不會重蹈覆轍。

### 2017年
2013年，大韓民國世宗大學教授朴裕河出書《帝國的慰安婦》，內容指部分慰安婦是自願前往，引起熱論。朴裕河遭控誹謗罪，2017年初地方法院一審判她無罪，2017年10月27日首爾高等法院改判誹謗罪成立、罰金1000萬韩元。2016年1月，朴裕河在首爾東部地方法院民事敗訴，判賠原告9名慰安婦9千萬韓元。

### 新聞報導
- 中國首次「慰安婦」問題研討會在滬舉行，《人民日報》網絡版（原載於《解放日報》），2000年3月31日。
- 歷史學教授蘇智良八年取證慰安婦證言，北京青年報，2000年8月18日。
- 前台籍慰安婦對日訴訟一審宣判 （页面存档备份，存于）
- 前台籍慰安婦對日訴訟高等法院首開庭 （页面存档备份，存于）
- 台籍慰安婦對日訴訟東京高等法院敗訴聲明 （页面存档备份，存于）
- 哪些国家妇女曾被迫充当“慰安妇” （页面存档备份，存于）
- 荷兰要求日本就慰安妇问题作解释 （页面存档备份，存于）
- 澳大利亚慰安妇受害者聚集悉尼要求日本谢罪赔偿 （页面存档备份，存于）
- 日軍用避孕套現南京 成日軍慰安婦制度鐵證 （页面存档备份，存于）
- 美国众议院通过谴责日军强征慰安妇议案 （页面存档备份，存于）
- 希拉里要求改稱慰安婦為日軍性奴遭日抗議 （页面存档备份，存于）
- 国内首家慰安妇资料馆在上海对外开放 （页面存档备份，存于）